# NGC 2508
NGC 2508 је елиптична галаксија у сазвежђу Мали пас која се налази на NGC листи објеката дубоког неба.
Деклинација објекта је + 8° 33' 7" а ректасцензија 8h 1m 57,1s. Привидна величина (магнитуда) објекта NGC 2508 износи 12,9 а фотографска магнитуда 13,9. NGC 2508 је још познат и под ознакама UGC 4174, MCG 2-21-4, CGCG 59-18, PGC 22528.